# 毛泽东青年艺术雕塑
毛泽东青年艺术雕塑位于中国湖南省长沙市橘子洲头，以1925年青年时期的毛泽东形象为基础设计建造。该雕塑由广州美术学院黎明创作，湖南省建筑设计院有限公司设计。于2007年开工建造，2009年12月20日完工。该雕塑是中国目前唯一的青年毛泽东雕塑，它不仅突破了国内常见的站像惯例设计成半身像，也是中国现有毛泽东雕像中体量最大的。

## 材料
毛泽东青年艺术雕塑高32米、长83米、宽41米，基座3500平方米，由8000多块采自福建高山的“永定红”花岗岩，总重量约2000吨。最长飘髮悬挑7.58米。

## 图集

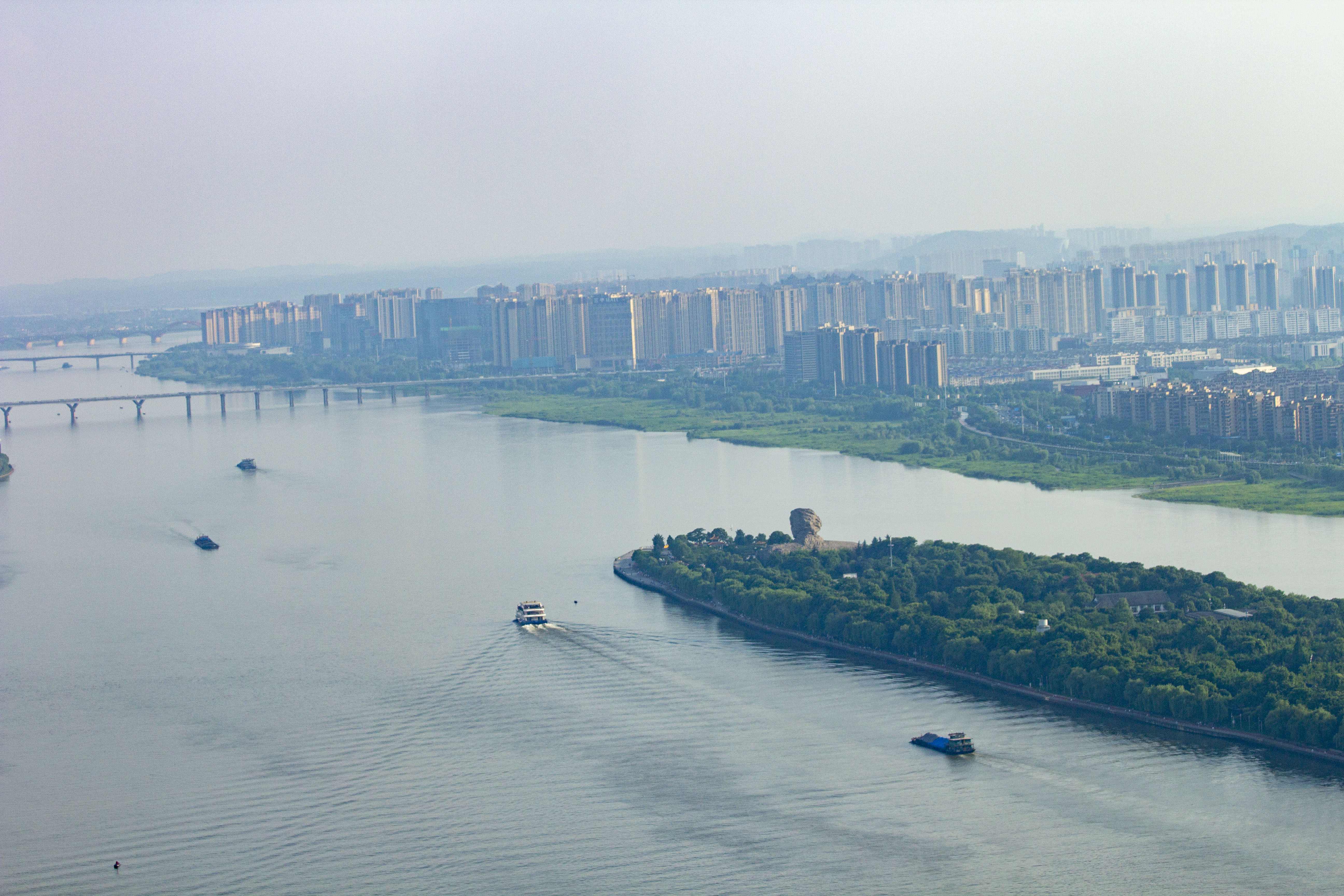
远观毛泽东青年艺术雕塑
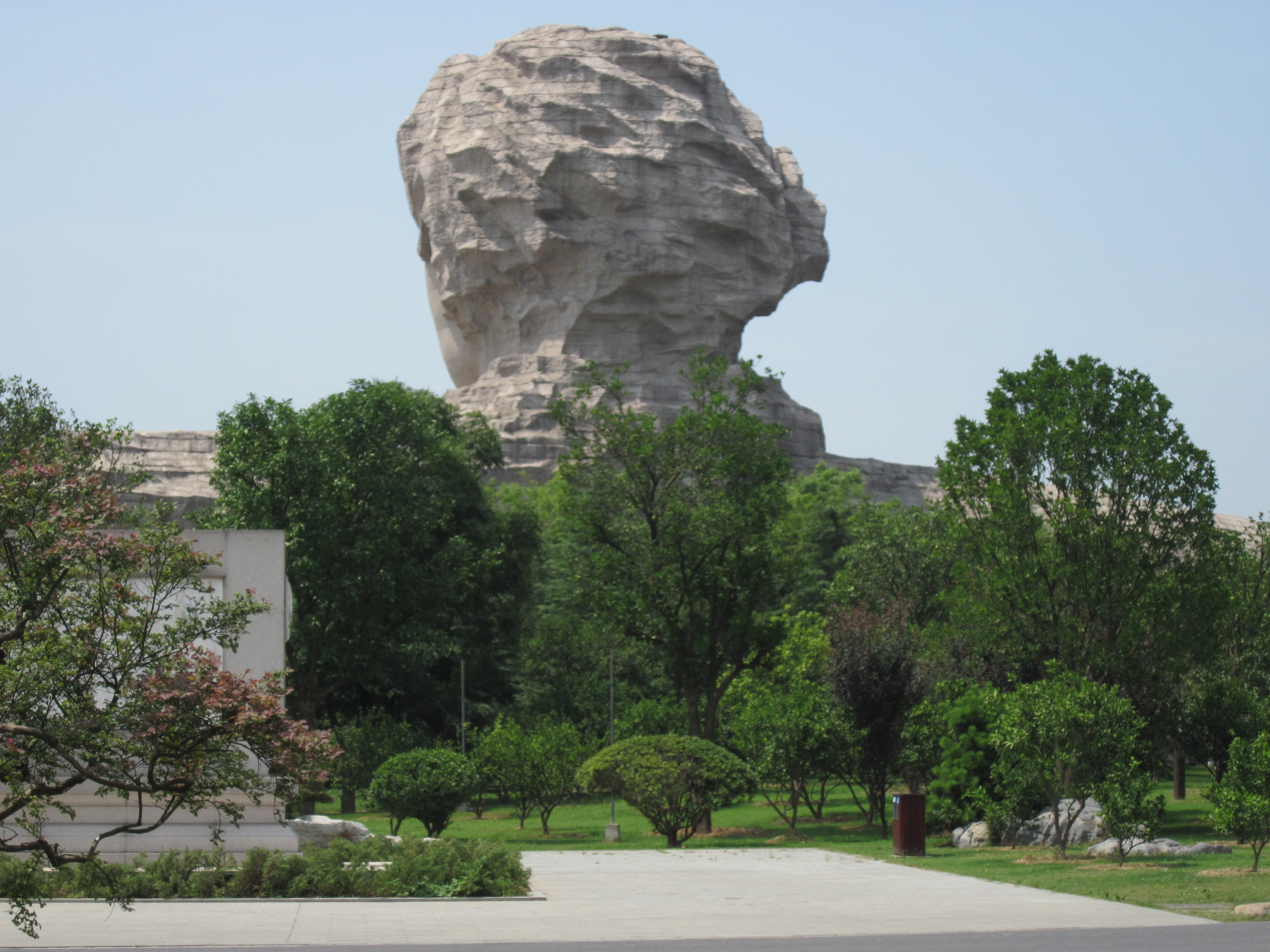
毛泽东青年艺术雕塑背面。